# Садовський (Ромодановський район)
Садо́вський (рос. Садовский, ерз. Садовский) — селище у складі Ромодановського району Мордовії, Росія. Входить до складу П'ятинського сільського поселення.

## Населення
Населення — 378 осіб (2010; 371 у 2002).
Національний склад (станом на 2002 рік):
- росіяни — 72 %